# Nepouit
Nepouite je redek nikljev silikatni mineral zelene barve, značilne za nikljeve silikate. Ime mu je dal E. Glasser leta 1907 po rudniku Népoui (tipska lokacija) v Severni provinci Nove Kaledonije, kjer so ga prvič opisali. Idealna kemijska formula minerala je Ni3(Si2O5)(OH)4, vendar večina primerkov vsebuje nekaj magnezija, zato je bolj realna formula (Ni,Mg)3(Si2O5)(OH)4.  Nepouitu podobe mineral je lizardit, v katerem je ves nikelj zamenjan z magnezijem ((Mg3(Si2O5)(OH)4). Minerala tvorita serijo mineralov, v kateri sta sama končna člena, med njima pa so minerali z različnimi vsebnostmi magnezija in niklja.
Pekorait je drug redek nikljev mineral z enako kemijsko formulo kot nepouit, vendar z drugačno kristalno strukturo. Za taka minerala se reče, da sta dimorfa eden drugega, tako kot grafit in diamant. Nepouit, lizardit in pekorait so člani kaolinitsko-serpentinske skupine.
Garnierit je zelena nikljeva ruda, ki je nastala s preperevanjem ultramafičnih kamnin. Mineral se pojavlja v številnih nikljevih depozitih po celem svetu. Ruda je zmes različnih nikljevih in magnezijevih filosilikatov (listasti silikati), tudi nepouita. Spremljajoči minerali so kalcit, klorit, getit, halojsit, notronit, pimelit, kremen, sepiolit, serpentin, lojevec in viljemsit.
Nahajališča nepouita so tudi v Avstraliji, Avstriji, Češki, Demokratični republiki Kongo, Nemčiji, Grčiji, Italiji, Japonski, Maroku, Poljski, Rusiji, Južni Afriki in ZDA.